# Kit Cavanagh
Christian Davies, född Christian Cavanagh 1667, död 1739, var en brittisk soldat, även känd i historien som Kit Cavanagh och Mother Ross. Hon tjänstgjorde i den brittiska armén 1697–1706, utklädd till man. Hennes liv tillhör de kanske mest välkända av alla de fall där kvinnor klätt ut sig till män för att tjänstgöra i armén.